# Suspensió interconnectada

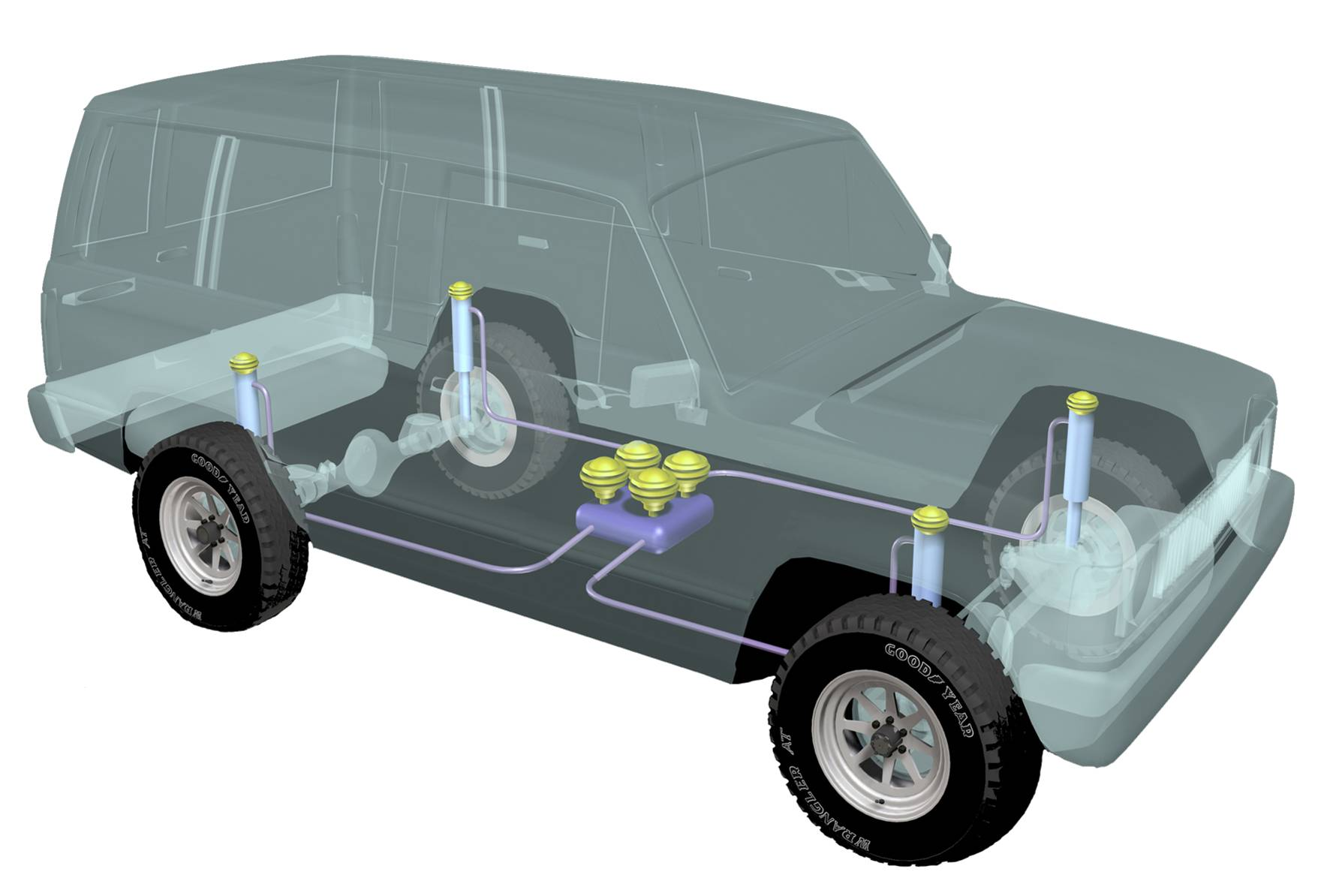
Sistema hidràulic de suspensió interconnectada

La suspensió interconnectada és un sistema de suspensió per als vehicles que millora la suspensió convencional aplicada individualment a cada roda.

## Història
La immensa majoria de vehicles disposa d'una suspensió convencional formada per un element elàstic a cada roda (una molla, ballesta, coixí d'aire, etc.) un amortidor (amortidors normalment hidràulic) i un lligam elàstic transversal (barres estabilitzadores o equivalent))
Aquesta configuració proporciona una connexió flexible entre els moviments de les rodes i el xassis prou adequada a la conducció de la majoria dels vehicles.
L'ús de barres estabilitzadores és el primer pas en la interconnexió transversal de la suspensió dels vehicles, i ja s'havia patentat el 1919.
Altres sistemes es van desenvolupar en la postguerra tals com alguns models Packard. El Mini original i alguns models de la British Leyland van utilitzar interconnexions a les suspensions de Moulton Hydrolastic i Hydragas.
El 1948 va arribar el Citroën 2CV amb una connexió longitudinal, on, en comptes de rigiditzar el moviment de balanceig, estovava el de capcineig. D'aquesta forma es podia minimitzar la rigidesa al creuament d'eixos i potenciar la capacitat de circular per terrenys accidentats. Aquest sistema requeria una geometria extrema per evitar el capcineig en accelerar i descelerar.
Citroën va idear a finals dels anys 40 una sèrie de sistemes basats en circuits hidropneumàtics de cilindres de doble efecte que més tard s'han util·litzat per substituir barres estabilitzadores.
Hi ha hagut altres sistemes (Corolla, 1996), amb interconnexions hidràuliques. Una empresa australiana, Kinetic Arxivat 2009-04-11 a Wayback Machine., ha tingut un cert èxit (WRC: tres campionats, Dakar Rally: dos campionats, Lexus GX470 2004 4x4 of the year with KDSS, 2005 PACE award) amb sistemes interconnectats inspirats en antics esquemes de Citroën per controlar independentment els moviments del vehicle (vertical, balanceig, capcineig i creuament d'eixos) tant la duresa elàstica com l'amortiment.
Més recentment, l'empresa catalana Creuat, va desenvolupar un sistema que util·litzant cilindres de simple efecte també permet controlar cada elasticitat i amortiment independentment en cada moviment.

## Prestacions

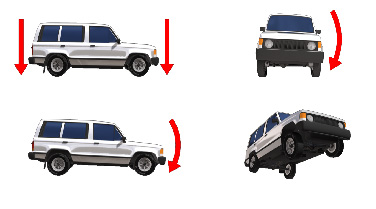
wheel modal movements

La interconnexió en la suspensió ha estat un intent de millorar els sistemes convencionals mitjançant lligams físics essencialment passius. Amb aquests lligams s'obtenen efectes similars als perseguits en algunes suspensions actives, però sense consumir energia. Els avantatges obtinguts abasten tres aspectes fonamentals
1. Control del balanceig
2. Alliberament del creuament d'eixos
3. Augment del confort

### Control del balanceig
El balanceig és un dels principals problemes que les suspensions convencionals no adrecen correctament. Les barres estabilitzadores poden augmentar la rigidesa elàstica de la suspensió, però descompensen l'efecte dels amortidors, que amorteixen igual cada un dels moviments del vehicle. En certs vehicles, especialment els que tenen una elevada inèrcia al balanceig, l'augment de la rigidesa anti-balanceig resulten en un moviment totalment subamortit, incompatible amb una resposta freqüencial adequada, tal com la que s'obté en el moviment vertical.
És en aquest cas on la interconnexió dels amortidors permetria amortir adequadament el moviment de balanceig sense interferir amb el moviment vertical.

### Alliberament del creuament d'eixos
Un altre problema dels sistemes convencionals és el lligam entre la resposta als diferents moviments de les rodes. Per exemple, l'addició de les barres antibalanceig, interfereix directament amb el creuament d'eixos. Aquest és un altre cas on la interconnexió en diagonal alliberaria aquest moviment de la rigidesa que es volgués per al moviment de balanceig.

### Augment del confort
Finalment, els sistemes convencionals, al disposar d'un element d'amortiment per a cada roda, i no per a cada moviment, no poden ajustar l'amortiment a cada moviment del vehicle, balanceig, capcineig i vertical per separat, de forma que per augmentar l'estabilitat percebuda amb els moviments de balanceig i capcineig, no resta altra manera que augmentar l'amortiment fins a comprometre'n el confort, percebut amb la resposta al moviment vertical

## Formes constructives
Les interconnexions dels elements de la suspensió solen ser o bé mecàniques o bé hidràuliques. Actualment s'util·litzen més sovint les connexions hidràuliques perquè proporcionen control tant sobre les constants elàstiques com els amortiments en cada un dels moviments del vehicle.

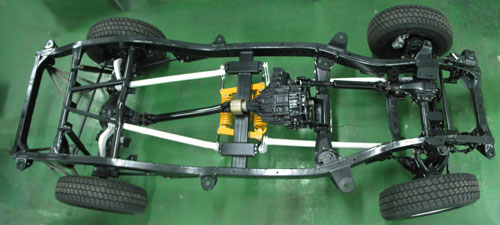
Interconnexió Mecànica
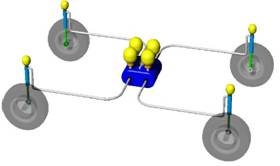
Interconnexió Hidràulica

### Solucions mecàniques
Les primeres solucions van ser mecàniques.
- 1919 barra estabilitzadora
- 1941 Adler (interconexió diagonal amb barres de torsió)
- 1942 Mini (British Leyland)
- 1948 Citroën 2CV
- 1999 Creuat

Les solucions mecàniques són robustes i potencialment econòmiques quan s'incorporen al disseny del chassis del vehicle, però prohibitives quan s'han d'instal·lar en un vehicle reemplaçant la suspensió original.
El segon inconvenient és que quan només hi ha connexions mecàniques, separar l'amortiment en cada un dels moviments de la suspnesió és molt més complicat.

### Solucions hidràuliques
Les solucions hidràuliques van aparèixer poc després dels amortidors hidràulics, i de la mà de Citroën
- 1948 Sistemes patentats per Citroën
- 1991 Kinetic
- 2002 Audi A6 incorpora DRC de Yamaha
- 2002 Creuat

Les solucions hidràuliques són més fàcilment adaptables a un vehicle existent, pel que tenen més èxit com a solució post-venda. El gran avantatge és que permeten ajustar no només les elasticitats sinó l'amortiment en cada un dels moviments de la suspensió.
A més, les solucions hidràuliques permeten incorporar elements semiactius o actius tals com la regulació d'altura o la modificació dels paràmetres sobre la marxa amb un mínim de components afegits.

## Avantatges
La interconnexió en la suspensió proporciona avantatges similars, i a voltes superiors a sistemes actius. El lligam mecànic o hidràulic és gairebé instantani, i no hi ha consum d'energia en els elements passius.
Quan les comparem amb els sistemes convencionals, podem estudiar dos aspectes importants:
1. Resposta Freqüencial
2. Anàlisi modal

### Resposta Freqüencial
La resposta freqüencial és l'eina més eficient per mesurar el comportament òptim de la suspensió.
Al gràfic següent tenim la resposta freqüencial del vehicle (massa suspesa en blau), de la roda (massa no suspesa en vermell) i la compressió del pneumàtic (en negre)

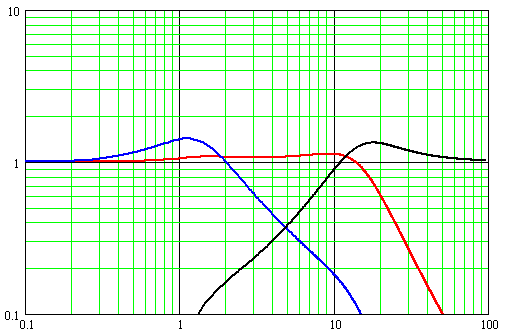
Resposta Freqüencial

Aquestes funcions relacionen les amplituds dels moviments amb els del terreny.
Així, la corba blava mostra un pic a la freqüència de ressonància del vehicle, i és l'efecte que fan les irregularitats del terreny sobre els passatgers. Aquesta freqüència és el resultat de combinar la massa suspesa i la constant elàstica de la suspensió.
La corba vermella representa els moviments de l'eix de la roda, i el pic de freqüència té a veure amb la massa de la roda (i elements que es mouen amb ella) i la constant elàstica del pneumàtic, per tant un ordre de magnitud més alta que la del vehicle.
La corba negra indica la compressió del pneumàtic, que és aproximadament igual a la força que aquest fa sobre el terreny. Més fluctuacions d'aquest valor indiquen més fluctuacions de la força de contacte i, per tant, disminucions de l'adherència.
En aquesta gràfica podem veure com es produeix una ressonància (màxim de transmissió) al voltant d'1 Hz, i que els moviments del terreny es multipliquen per un factor al voltant de 1.4 (l'escala és logarítmica).
Podem observar la diferència que es produeix en una suspensió convencional quan les barres estabilitzadores augmenten la rigidesa elàstica però no l'amortiment.
Assumint una inèrcia a balanceig una mica menor que la de vertical, observem l'anomalia produïda a la funció de resposta freqüencial:

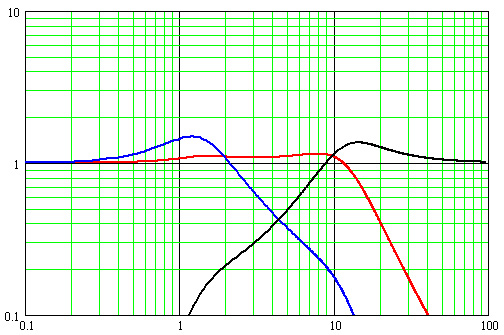
Resposta Freqüencial Vertical
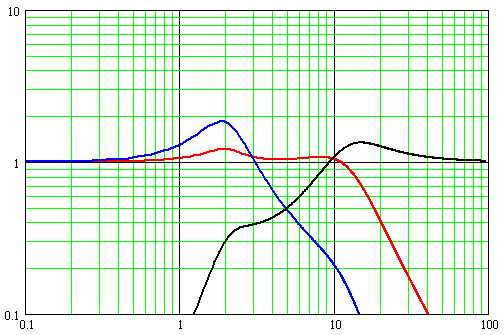
Resposta Freqüencial Balanceig

Si comparem les dues gràfiques podem apreciar que
- El pic de freqüència es desplaça de 1Hz als 2Hz
- El valor màxim augmenta (moviment subamortit → ressonància)

La resposta freqüencial és doncs l'eina amb la que es pot determinar el nivell d'optimització d'una suspensió, i la que s'empra en qualsevol posada a punt de vehicle de competició. Més endavant ens servirà per quantificar els avantatges obtinguts amb la interconnexió i, per tant, aplicant-la en l'anàlisi modal.

### Anàlisi Modal
Històricament l'anàlisi de la suspensió d'un vehicle s'ha fet mitjançant l'anàlisi d'un quart de vehicle (massa i components associats a una roda del vehicle), mig vehicle (elements associats a un tren de rodes) i vehicle sencer. L'anàlisi del quart de vehicle és una eina senzilla i efectiva que ens proporciona dades prou aproximades del moviment vertical del vehicle.
La idea de l'anàlisi modal és simplificar qualsevol moviment del vehicle fins al punt que sigui tan senzill com l'anàlisi del quart de vehicle. És a dir, analitzar cada moviment amb una masa suspesa, una no suspesa, elements elàstic i d'amortiment i el pneumàtic
A tal efecte podem definir una transformació dels moviments individuals de les rodes en moviments modals.
:{\displaystyle M={\frac {1}{4}}{\begin{pmatrix}1&1&1&1\\1&1&-1&-1\\1&-1&1&-1\\1&-1&-1&1\end{pmatrix}}} amb la particularitat que {\displaystyle M^{-1}=4\times M}
Amb aquesta transformació podem passar a treballar amb els moviments modals del vehicle en comptes dels moviments individuals: 
{\displaystyle X_{m}={\begin{pmatrix}X_{vert}\\X_{pitch}\\X_{roll}\\X_{warp}\end{pmatrix}}={\frac {1}{4}}{\begin{pmatrix}1&1&1&1\\1&1&-1&-1\\1&-1&1&-1\\1&-1&-1&1\end{pmatrix}}{\begin{pmatrix}x_{0}\\x_{1}\\x_{2}\\x_{3}\end{pmatrix}}=M{\begin{pmatrix}x_{0}\\x_{1}\\x_{2}\\x_{3}\end{pmatrix}}}
més endavan
{\displaystyle X_{m}=M\cdot X_{i}}
on {\displaystyle X_{i}} són les posicions de cada roda individual, i les components de {\displaystyle X_{m}} correspon als moviments mitjans en cada un dels moviments modals.
Paral·lelament podem relacionar les forces individuals en cada roda que fa la suspensió, i les components modals amb 
{\displaystyle F_{m}=M\cdot F_{i}}
Estudiar un moviment modal significa associant-ne una massa (inèrcia equivalent) i una suspensió (elasticitat i amortiment) tal com ho fem amb l'anàlisi del quart de vehicle
Si definim la suspensió amb una matriu tal que {\displaystyle F_{i}=K_{i}\cdot X_{i}}. La matriu modal {\displaystyle F_{m}=K_{m}\cdot X_{m}} es pot calcular com a {\displaystyle F_{m}=M\cdot F_{i}=K_{m}\cdot M\cdot X_{i}=K_{m}\cdot M\cdot K_{i}^{-1}\cdot F_{i}\Rightarrow M=K_{m}\cdot M\cdot K_{i}^{-1}}, d'on {\displaystyle K_{m}=M\cdot K_{i}\cdot M^{-1}}
Aquest mètode transforma la matriu d'elasticitats de la suspensió de les rodes individuals en una matriu del tipus:
{\displaystyle K_{m}={\begin{pmatrix}K_{v}&\alpha &0&0\\\beta &K_{p}&0&0\\0&0&K_{r}&\gamma \\0&0&\delta &K_{w}\end{pmatrix}}} on:
{\displaystyle {\begin{cases}K_{v}{\mbox{ és la constant elàstica del moviment vertical}}\\K_{p}{\mbox{ és la constant elàstica del moviment de capcineig}}\\K_{r}{\mbox{ és la constant elàstica del moviment de balanceig}}\\K_{w}{\mbox{ és la constant elàstica del moviment de creuament d eixos}}\\\alpha ,\beta ,\gamma {\mbox{ i }}\delta {\mbox{ són les assimetries dav./darr.}}\end{cases}}}

De la mateixa manera es pot modelar una matriu per als coeficients d'amortiment com a 
{\displaystyle C_{m}={\begin{pmatrix}C_{v}&\alpha &0&0\\\beta &C_{p}&0&0\\0&0&C_{r}&\gamma \\0&0&\delta &C_{w}\end{pmatrix}}}
L'anàlisi d'aquesta matriu permet conèixer les característiques d'una suspensió i interpretar les característiques modals de forma més intuïtiva. En general, les restriccions de les suspensions convencionals provenen de les limitacions de no haver-hi interconnexions. En el cas de les elasticitats, podem fàcilment deduir que:
- {\displaystyle K_{v}=K_{p}\land \alpha =\beta } pel fet de no haver-hi connexions longitudinals
- {\displaystyle K_{r}=K_{w}\land \gamma =\delta } pel fet de no haver-hi connexions diagonals

En el cas dels amortiments, les restriccions són encara majors en haver només elements individuals:
- {\displaystyle C_{v}=K_{p}=C_{r}=K_{w}\land \alpha =\beta =\gamma =\delta } pel fet de no haver-hi cap mena de connexions.

A més, {\displaystyle \delta }, que representa el desequilibri en la resistència al balanceig entre el davant i el darrere, i determina la tendència al sobre-viratge o subviratge.
El mèrit de les suspensions interconnectades és precisament trencar aquestes restriccions, i les matrius d'elasticitats i amortiments són l'eina més efectiva per analitzar-ne l'efecte.
La resposta freqüencial és l'eina bàsica d'anàlisi d'una suspensió. Quan s'aplica a l'anàlisi modal podem veure les diferents respostes que obtenim per a cada moviment del vehicle.